# Palacios del Sil
Palacios del Sil è un comune spagnolo di 1 397 abitanti situato nella Provincia di Llión.

## Geografia antropica
Palacios de Sil è formato dai seguenti nuclei abitati: Corbón del Sil, Cuevas del Sil, Matalavilla, Mataotero, Palacios del Sil, Salientes, Susañe del Sil, Tejedo del Sil, Valdeprado, Valseco, Villarino del Sil.